# こんなこと騒動
「こんなこと騒動」（こんなことそうどう）は、日本の音楽ユニットずっと真夜中でいいのに。の楽曲。フィジカルでは2019年10月30日にリリースされる1枚目のフルアルバム「潜潜話」に収録され、アルバムより先行して同年10月9日にEMI Recordsより、各種音楽配信サービスにてリリースされた。
配信前日に同曲のミュージックビデオがYouTubeにて公開された。